# Tomáš Pilík
Tomáš Pilík (* 20. prosince 1988 Příbram) je bývalý český fotbalový záložník a  mládežnický reprezentant,který v roce 2022 ukončil profesionální kariéru v klubu FK Příbram  Momentálně hrající 3.liga v SK Benešov. Také je trenérem v TJ Kovohutě Podlesí hrající 1.A třídu nedaleko Příbrami

## Klubová kariéra
S fotbalem začal v týmu Sparta Luhy, odkud v průběhu mládeže zamířil do klubu Marila Příbram. Za první tým Příbrami debutoval v sezoně 2004/05 ve věku 15 let a 343 dnů, když nastoupil na hřiště v 77. minutě a stal se po Pavlu Mezlíkovi druhým nejmladším hráče debutujícím v 1. ligy. Zpočátku za mužstvo nenastupoval pravidelně. Pomohlo mu k tomu až hostování v Ústí nad Labem, kde působil většinu sezony 2008/09. V roce 2010 odešel do Baníku Ostrava, kde se výrazněji neprosadil a po půl roce se vrátil zpět do svého mateřského klubu. V zimním přestupovém období ročníku 2015/16 hráči skončila smlouva a jednal se Zbrojovkou Brno, kde podle některých zdrojů již podepsal kontrakt, ale nakonec prodloužil smlouvu o dva a půl roku s Příbrami.
V červnu 2017 se dohodl na smlouvě s FC Zbrojovka Brno.